# Bonavista—Twillingate
Pour les articles homonymes, voir Bonavista (homonymie).
Bonavista—Twillingate fut une circonscription électorale fédérale de Terre-Neuve, représentée de 1949 à 1968.
La circonscription de Bonavista—Twillingate a été créée lorsque Terre-Neuve joignit la Confédération canadienne en 1949. Abolie en 1966, elle fut redistribuée parmi Bonavista—Trinity—Conception, Burin—Burgeo, Gander—Twillingate et Grand Falls—White Bay—Labrador.
Le mot Twillingate est un déformation du Français Toulinguet qui était le nom originel du lieu, baptise d’après la Pointe du Toulinguet en Bretagne.

## Géographie
En 1949, la circonscription de Bonavista—Twillingate comprenait:
- Les districts de Twillingate, Fogo, Bonavista North et Bonavista Sud, excluant un petit territoire dans la région de Gander.

En 1952, la circonscription fut agrandie des territoires non-organisés adjacents aux districts de Grand Falls, Burgeo, LaPoile, Fortune Bay-Hermitage, Trinity North, Bonavista South et Bonavista North.

## Député
1. 1949-1953 — Frederick Gordon Bradley, PLC
2. 1953-1967 — Jack Pickersgill, PLC
3. 1967-1968 — Charles Granger, PLC

- PLC = Parti libéral du Canada